# 42 Eskadra Rozpoznawcza
42 eskadra rozpoznawcza – pododdział lotnictwa Wojska Polskiego w II Rzeczypospolitej.
Eskadra została sformowana w 1924 jako 42 eskadra wywiadowcza. W 1925 eskadrę przemianowano na 42 eskadrę lotnicza, a cztery lata później na 42 eskadrę liniową. W sierpniu 1939, po przeprowadzeniu mobilizacji, przyjęła nazwę 42 eskadry rozpoznawczej. Jej uzbrojenie we wrześniu 1939 stanowiły samoloty PZL-23 „Karaś”.
Godła eskadry:
- czerwona czteroramienna gwiazda na tle białego kwadratu z czerwoną obwódką – na samolotach „Potez” i „Breguet”
- czerwony uskrzydlony słoń na tle białego pięcioboku z czerwoną obwódką – na samolotach PZL-23 „Karaś"

## 42 eskadra w okresie pokoju
W 1924 rozpoczęto organizowanie w Toruniu 4 pułku lotniczego. Z dniem 23 maja 1924 rozpoczęto formowanie 42 eskadry wywiadowczej.
Brakowało personelu i sprawnych samolotów. Eskadrze przydzielono bardzo już wyeksploatowane i przestarzałe typy jak Breguet 14, Ansaldo A.300, a nawet 1 SE-5A. Pierwszy okres istnienia eskadry charakteryzował się dorywczymi lotami i powolnym rozwojem organizacyjnym.
W maju 1925 eskadrę przemianowano na 42 eskadrę lotniczą. W tym też roku przydzielono jej kilka samolotów Potez XV. Umożliwiło to załogom podjęcie regularnych ćwiczeń. Pełny stan etatowy 6 samolotów eskadra osiągnęła do połowy 1926. „Wypadki majowe” uniemożliwiły jednak udział w ćwiczeniach jednostek wojsk lądowych. Eskadra uzupełniała stany osobowe absolwentami Oficerskiej Szkoły Lotnictwa w Grudziądzu (obserwatorzy) i Centralnej Szkoły Podoficerów Pilotów w Bydgoszczy.
Po zakończeniu szkoły ognia w 1928, w sierpniu, cześć eskadry odleciała na ćwiczenia z 15 Dywizją Piechoty.
Reorganizacja lotnictwa w 1929 skutkowała powiększeniem etatu samolotów z 6 do 10 sztuk, a także przemianowaniem jednostki na 42 eskadrę liniową. 
W szkole ognia wziął udział tylko klucz por. pil. Jerzego Marszyckiego. Drugi klucz dowodzony przez por. pil. Edmunda Surmasiewicza został przydzielony do „eskadry manewrowej”, zorganizowanej przez 4 pułk lotniczy na czas ćwiczeń letnich na Pomorzu. „Klucz manewrowy” operował z lotniska Lubiejewo.
W lipcu 1930 na poligonie toruńskim, ppor. obs. Walenty Azarewicz prowadził dla słuchaczy Wyższej Szkoły Wojennej, pokazową współpracę lotnictwa z artylerią. Latem załogi uczestniczyły w ćwiczeniach Brygady Kawalerii „Toruń”.
W styczniu 1931 piloci eskadry zostali przeszkoleni w nocnym pilotażu na kursie zorganizowanym przy eskadrze treningowej 4 pułku lotniczego. Także w tym roku rozpoczęto stopniowe wycofywanie samolotów Potez XXVII z eskadr liniowych.
W ich miejsce dostarczano samoloty Breguet XIX. 
W 1932 eskadra odbyła w rejonie Skierniewic ćwiczenia z 26 Dywizją Piechoty.
Latem 1933 pluton 42 eskadry przebywając na lotnisku Rumia odbył ćwiczenia z jednostkami kawalerii, a pozostałe załogi współpracowały z 14 pułkiem piechoty na manewrach międzygarnizonowych w rejonie Włocławka.
W lecie 1934 eskadra przebywała początkowo na ćwiczeniach międzydywizyjnych, a następnie odleciała na koncentrację lotnictwa zorganizowaną na lotnisku Skniłów koło Lwowa.
W październiku 1934 nastąpiła wymiana samolotów Breguet 19 na Potez XXV. Dla odróżnienia samoloty 42 eskadry miały malowane kołpaki kół w kolorze czerwonym, a Potezy 41 eskadry – w niebieskim.
W 1935 eskadra uczestniczyła w koncentracji jednostek lotniczych w Warszawie, a później załogi odbyły ćwiczenie letnie na terenie Pomorza.
Zgodnie z rozkazem pułkowym nr 246/35 z 28 października samoloty 42 eskadry otrzymały numerację od 11T do 20T.
Latem 1936 eskadra uczestniczyła w koncentracji lotnictwa w Warszawie i defiladzie powietrznej. Następnie podczas międzydywizyjnych ćwiczeń na Pomorzu, eskadra współpracowała ze sztabami wielkich jednostek uzyskując dobre wyniki.
We wrześniu 1937 odbyły się na Pomorzu duże manewry różnych rodzajów wojsk. Załogi eskadry wykonały szereg zadań doświadczalnych w zakresie współdziałania lotnictwa z oddziałami poszczególnych rodzajów broni. 
W związku z planowanym przezbrojeniem dywizjonu liniowego w samoloty PZL-23 „Karaś”, obserwatorzy i mechanicy eskadry odbyli kurs obsługi i eksploatacji tych samolotów. Wymiana samolotów nastąpiła na przełomie 1937 i 1938 roku. W połowie marca 1938 załogi 42 eskadry odleciały w trybie alarmu na lotnisko Lida. Po likwidacji polsko-litewskiego konfliktu granicznego dywizjon powrócił 23 marca do Torunia.
W okresie wiosenno-letnim trwało intensywne doskonalenie załóg na nowym sprzęcie w rejonie lotniska i na poligonie Toruń-Podgórz. Podczas akcji „Zaolzie” załogi przebywały w pogotowiu na terenie macierzystego lotniska.

## Działania 42 eskadry rozpoznawczej w 1939
W 1939 personel eskadry prowadził intensywne prace przygotowując się do sprawnego przesunięcia samolotów i wyposażenia eskadry na lotnisko polowe. Załogi odbyły szkołę ognia, a następnie ćwiczyły razem z myśliwcami obronę przed atakiem z powietrza.
Na przełomie lipca i sierpnia załoga 42 eskadry towarzyszącej, ppor. obs. Witold Bukowski, kpr. pil. Aleksander Sowiński i kpr. strz. sam. Mieczysław Kieres, wykonała kilka lotów specjalnych nad terenem Prus Wschodnich w rejon Malborka, mając zamontowany aparat fotograficzny marki „Kolberg” przystosowany do zdjęć panoramicznych. W tym czasie wcielono do jednostki 5 podchorążych absolwentów Szkoły Podchorążych Lotnictwa i 3 podchorążych rezerwy.

### Mobilizacja eskadry
W dniach 24 i 25 sierpnia dokonano mobilizacji eskadry. Eskadrze przydzielono dwóch podporuczników rezerwy obserwatorów. Rzut kołowy odjechał 27 sierpnia na lotnisko alarmowe  Łatkowo, a załogi i samoloty rozproszone oczekiwały rozkazu odlotu w części lotniska używanej przez Aeroklub. Jednostka została przemianowana na 42 eskadrę rozpoznawczą i przydzielona do lotnictwa Armii „Pomorze”.

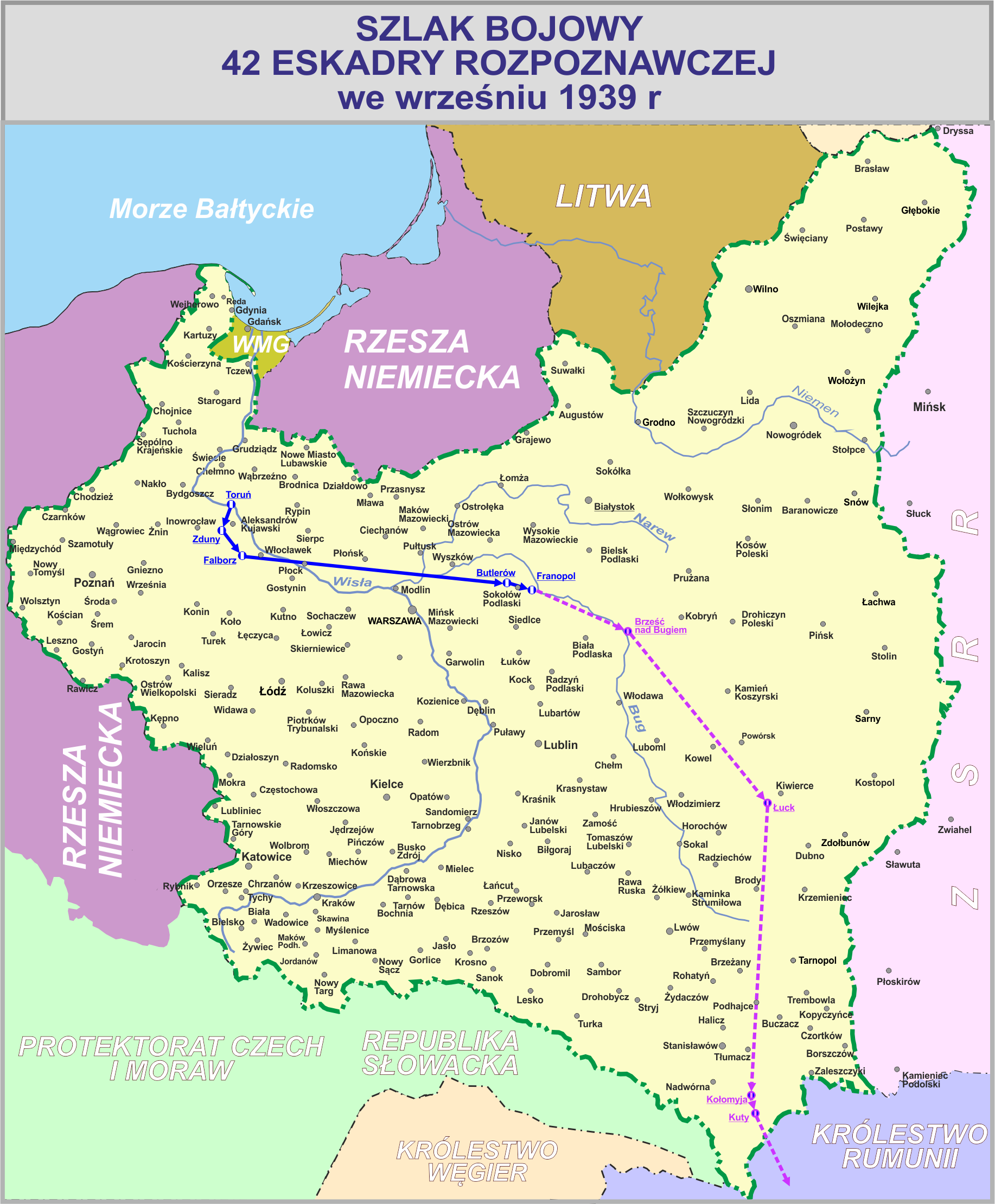

### Walki eskadry w kampanii wrześniowej
We wrześniu 1939 eskadra walczyła w składzie lotnictwa Armii „Pomorze”.
O 8.00 1 września dowódca eskadry otrzymał rozkaz odesłania do Zdun 3 „Karasi”, a pozostałe siedem maszyn miało pozostać nadal w Toruniu.
Od 9.00 wystartowały samoloty do realizacji zadań rozpoznawczych. Por. obs. Palka, kpr. pil. Perkowski i st. szer. strz. Tracz polecieli w rejon Brodnicy, obserwując ruchy wojsk niemieckich na granicy z Prusami Wschodnimi. Por. obs. Bukowski, kpr. pil. Sowiński, strz. Kieres rozpoznawali granicę państwową na odcinku Schneidemuhl–Flattau. Załoga ostrzelała z niskiego lotu kolumnę niemieckiej piechoty. Por. obs. Daab, kpr. pil. Hajdukiewicz i kpr. strz. Aranowski śledzili ruchy jednostki pancernej w rejonie Sępólna.
W tym czasie lotnisko toruńskie było bombardowane przez samoloty niemieckie. Kapitan Waltera otrzymał rozkaz przesunięcia dwóch, a następnie jeszcze trzech „Karasi” na lotnisko Zduny. Tam również odjechał z Łatkowa rzut kołowy. Pozostałe 2 załogi oddano do dyspozycji dowódcy lotnictwa Armii „Pomorze”.
2 września w godzinach rannych wykonano dwa loty. Por. obs. Starowicz, kpr. pil. Steinke i st. szer. Tracz prowadząc rozpoznanie w rejonie Brodnicy, zostali zestrzeleni przez własną OPL. Pilotowi udało się wylądować, ale „Karaś" został rozbity.
W tym czasie ppor. obs. Kretowicz, kpr. pil. Ligęza i kpr. strz. Manasiak rozpoznawali na zachód od Nakła. Z braku wiadomości o załodze por. Starowicza, jego zadanie dublowali pchor. obs. Makowski, kpr. pil. Muchowski i st. szer. strz. Pęczak.
W czasie działań dowódca lotnictwa armii zakazał używania radiostacji. Przyczyną był brak nowych szyfrów.
3 września jako pierwsza wystartowała załoga: ppor. obs. Bukowski, kpr. pil. Sowiński i kpr. strz. Frąckiewicz. Rozpoznawano linię Wisły od Grudziądza do Chełmna. Stwierdzono duży ruch wojsk własnych na moście w okolicach Grudziądza i przeprawy promem oddziałów niemieckich w rejonie Chełmna. Samolot był ciągle ostrzeliwany zarówno przez OPL niemiecką jak i własną.
Po południu w rejon Nakła polecieli: ppor. obs. Mazurkiewicz, kpr. pil. Banaszuk i kpr. strz. Więckowski. W locie powrotnym, już w pobliżu macierzystego lotniska, „Karaś" został zaatakowany przez dwa samoloty 141 eskadry myśliwskiej. W wyniku tragicznej pomyłki samolot zapalił się. Ppor. Mazurkiewicz zmarł w szpitalu.
4 września załoga:pchor. obs. Pflegera wykryła przeprawy wojsk niemieckich przez Wisłę oraz duże zgrupowanie pancerno-motorowe na postoju w majątku Nowy Dwór. Meldunek rozpoznawczy  do sztabu armii dostarczył lotem por. Lewandowski. Eskadra otrzymała zadanie zorganizowania wyprawy bombowej. Wcześniej w rejon Nakła polecieli: por. obs. Palka, por. pil. Suliński i kpr. strz. Frąckiewicz, a po nich ponownie: pchor. obs. Makowski, kpr. pil. Muchowski i st. szer. strz. Pęczak. W trakcie wykonywania zadania „Karaś” został zaatakowany przez Messerschmitty Me 110. Mocno postrzelany samolot z ciężko rannym pchor. Makowskim wrócił do Zdun. Obserwator zmarł w drodze do szpitala.
W południe eskadra otrzymała rozkaz wykonawczy zbombardowania zgrupowania nieprzyjacielskiego w Nowym Dworze i mostu na Wiśle pod Grudziądzem. Dowódcą wyprawy był oficer taktyczny eskadry kpt. obs. Wiktor Szumbarski. Wystartowało 5 „Karasi”. Leciały samotnie mimo obiecanej osłony myśliwskiej. Po wykonaniu zadania wszystkie załogi wróciły na lotnisko.  O 21.00 kpt. Wacław Waltera otrzymał pisemny rozkaz przesunięcia eskadry na lotnisko Folbórz.
5 września w rejonie Chełmna rozpoznawali: pchor. obs. Pfleger, kpr. pil. Wojciechowski i kpr. strz. Jasiński. W godzinach popołudniowych odleciało do Folborza 8 „Karasi” i 1 RWD-8. Część personelu zakwaterowano w pałacyku majątku, pozostałych w zabudowaniach dworskich. W celu naprawy odesłano do PZL w Warszawie postrzelany samolot pchor. Makowskiego. Odprowadzili go ppor. obs. Olearczyk i kpr. pil. Muchowski.
Od rana 6 września rozpoznanie rejonie Grudziądza prowadzili: por. obs. Daab, kpr. pil. Hajdukiewicz i kpr. strz. Aranowski. Po wykryciu celu, załoga zbombardowała 300 kg bomb kolumnę samochodów pod Grudziądzem. Na rozpoznanie rejonu walk polecieli też pchor. obs. Siuda, kpr. pil. Ligęza i kpr. strz. Manasiak. Obie załogi wróciły bez strat.
O godz. 23.00, na odprawie dowódców jednostek lotnictwa armijnego, płk Stachoń nakazał eskadrze przygotować rzut powietrzny do odlotu na lotnisko Butlerów, a tam przejść pod rozkazy dowódcy lotnictwa Naczelnego Wodza. Pozostały personel latający miał być przewieziony samochodami. Personel naziemny pod dowództwem por. Lewandowskiego miał oczekiwać dalszych rozkazów na lotnisku Folbórz.
7 września przygotowywano się do ewakuacji lotniska, typowano załogi oraz dokonywano rozdziału reszty personelu.
Rano 8 września samoloty eskadry odleciały do Butlerowa. Część załóg podporządkowano dowódcy VI dywizjonu bombowego lekkiego. Tego dnia został zbombardowany i ostrzelany pod Kałuszynem rzut kołowy eskadry. Transport rozproszył się, a ciężko ranny pchor. Danielewicz zmarł w szpitalu. 
9 września 1 „Karaś” eskadry odleciał wraz z rzutem powietrznym VI dywizjonu na Lotnisko Franopol.
11 września kpt. Szumbarski przekazał pozostałe 6 „Karasi” i 3 pilotów dowódcy dywizjonu mjr. Alfredowi Peszke. W tym czasie RWD-8 pilotowany przez kpr. pil. Zbigniewa Perkowskiego z rozkazami do Warszawy „zaginął” na lotnisku Okęcie. Pozostały personel wyruszył wieczorem do Brześcia.
W dniach od 12 do 16 września dwa samochody eskadry przebyły drogę do Łucka. W sztabie naczelnego dowódcy lotnictwa nie było dla lotników żadnych rozkazów. Kapitan Waltera zdecydował się jechać do Kołomyi.
17 września w Kołomyi szef sztabu lotnictwa Armii „Pomorze” ppłk Stanisław Skarżyński nakazał kpt. Walterze skierować personel latający do Kut, a personel naziemny odesłać do Bazy nr 4 do Serafińca.
W Kutach dotarł rozkaz o przekraczaniu granicy polsko-rumuńskiej. Poszczególne człony eskadry wykonały go 17 i 18 września.
| Działania eskadry | Działania eskadry                                       | Działania eskadry                                       | Działania eskadry                                       |
| ----------------- | ------------------------------------------------------- | ------------------------------------------------------- | ------------------------------------------------------- |
|                   | Loty bojowe                                             | Tonaż bomb                                              | Zestrzelenia                                            |
| 32                | 3 tony                                                  |                                                         |                                                         |
| Straty eskadry    |                                                         |                                                         |                                                         |
| Polegli           | ppor. Mazurkiewicz; pchor. Danielewicz, pchor. Makowski | ppor. Mazurkiewicz; pchor. Danielewicz, pchor. Makowski | ppor. Mazurkiewicz; pchor. Danielewicz, pchor. Makowski |
| Ranni             | kpr. Więckowski, st. szer. Pęczak                       | kpr. Więckowski, st. szer. Pęczak                       | kpr. Więckowski, st. szer. Pęczak                       |
| Samoloty          |                                                         |                                                         |                                                         |
| Stan              | Uzupełnienie                                            | Zniszczone                                              | Ewakuacja                                               |
| 8 PZL.23 Karaś    | 0                                                       | 3                                                       | 7                                                       |

## Obsada personalna eskadry
| Stopień, imię i nazwisko                 | Okres pełnienia służby    | Kolejne stanowisko |
| ---------------------------------------- | ------------------------- | ------------------ |
| kpt. pil. Czesław Aleksandrowicz         | 1924 – XI 1926            |                    |
| kpt. pil. Jerzy Bohuszewicz              | XI 1926 – 13 XI 1929      |                    |
| por. pil. Edmund Surmasiewicz            | 13 XI 1929 – 1 IV 1933    |                    |
| por. pil. Adolf Gicala                   | IV 1932 – 17 II 1933      |                    |
| kpt. pil. Zygmunt Janicki                | 1 IV 1933 – 16 XI 1936    |                    |
| por. pil. Konstanty Grzybowski           | wz. 18 V – 19 VI 1933     |                    |
| of. takt. kpt. pil. Kazimierz Ciesielski | wz. 1 I 1934 – 26 IV 1934 |                    |
| kpt. pil. Stanisław Krzymowski           | 16 XI 1936 – 1 XI 1937    |                    |
| kpt. pil. Witold Piotrowski              | 1 XI 1937 – 30 XI 1938    |                    |
| kpt. obs. Wacław Waltera                 | 30 XI 1938 – IX 1939      |                    |

| Stanowisko         | Stopień, imię i nazwisko              | Przydział we IX 1939 |
| ------------------ | ------------------------------------- | -------------------- |
| dowódca            | kpt. Wacław Alfred Waltera            |                      |
| zastępca dowódcy   | kpt. Wiktor Szumbarski                |                      |
| oficer taktyczny   | por. Romuald Suliński                 |                      |
| oficer techniczny  | por. Wacław Andrzej Walerian Racięcki |                      |
| starszy obserwator | por. Mieczysław Feliks Daab           |                      |
| pilot              | por. Józef Koryciński                 |                      |
| obserwator         | por. Stanisław Marian Starowicz       |                      |
| obserwator         | por. Julian Stefan Palka              |                      |
| obserwator         | ppor. Witold Bukowski                 |                      |
| obserwator         | ppor. Zygmunt Mazurkiewicz            |                      |

| Dowództwo eskadry              | Dowództwo eskadry                  | Dowództwo eskadry                  |
| Stanowisko                     | Stopień, imię i nazwisko           | Stopień, imię i nazwisko           |
| ------------------------------ | ---------------------------------- | ---------------------------------- |
| dowódca eskadry                | kpt. obs. Wacław Waltera           | kpt. obs. Wacław Waltera           |
| oficer taktyczny               | kpt. obs. Wiktor Szumbarski        | kpt. obs. Wiktor Szumbarski        |
| oficer techniczny              | chor. tech. Antoni Chruszczyński   | chor. tech. Antoni Chruszczyński   |
| lekarz eskadry                 | ppor. rez. lek. Alfons Olejnik     | ppor. rez. lek. Alfons Olejnik     |
| szef mechaników                | st. majster. wojsk. Michał Schmidt | st. majster. wojsk. Michał Schmidt |
| szef administracyjny           | plut. Stanisław Burczyk            | plut. Stanisław Burczyk            |
| Załogi samolotów               |                                    |                                    |
| Obserwatorzy                   | Piloci                             | Strzelcy samolotowi                |
| por. Mieczysław Daab           | por. Mieczysław Lewandowski        | kpr. Tadeusz Aranowski             |
| por. Julian Palka              | por. Romuald Suliński              | kpr. Jerzy Fontain                 |
| por. Stanisław Starowicz       | sierż. Władysław Żołnowski         | kpr. Kazimierz Frąckiewicz         |
| ppor. Witold Bukowski          | kpr. Wacław Banaszuk               | kpr. Antoni Jasiński               |
| ppor. Mieczysław Kretowicz     | kpr. Edward Hajdukiewicz           | kpr. Mieczysław Kieres             |
| ppor. Zygmunt Mazurkiewicz     | kpr. Mieczysław Ligęza             | kpr. Marian Manasiak               |
| ppor. Henryk Olearczyk         | kpr. Konrad Muchowski              | kpr. Helmut Słotowski              |
| pchor. Kazimierz Borowski      | kpr. Zbigniew Perkowski            | kpr. Bronisław Więckowski          |
| pchor. Bohdan Makowski         | kpr. Paweł Przybylak               | st. szer. Stanisław Pęczak         |
| pchor. Włodzimierz Pfleger     | kpr. Aleksander Sowiński           | st. szer. Wacław Tracz             |
| pchor. Witold Siuda            | kpr. pil. Ludwik Steinke           |                                    |
| pchor. Włodzimierz Danielewicz | kpr. Stefan Wojciechowski          |                                    |
| kpr. pchor. Zdzisław Śliwowski |                                    |                                    |
| kpr. pchor. Jan Wilczyński     |                                    |                                    |

## Wypadki lotnicze
- 27 października 1924 podczas lotu ćwiczebnego zginęli kpr. pil. Ignacy Żmuda oraz por. obs. Jan Wajda[1].
- 7 sierpnia 1931 na samolocie Potez XXVII o nr 41.216 zginęli sierż. pil. Andrzej Ujejski i sierż. pchor. rez. pil. Tadeusz Żukiewicz[4].
- 12 października 1933 w wypadku lotniczym zginął por. pil. Adolf Gicala, który był odkomenderowany z 42 eskadry do Centrum Wyszkolenia Oficerów Lotnictwa w Dęblinie na kurs instruktorów pilotażu[7].
- 8 września 1934 uległ wypadkowi podczas ćwiczeń ppor. pil. Jerzy Apenzeller, umieszczono go w szpitalu[7].
- 27 lipca 1935 odbywały się ćwiczenia jednostek lotnictwa podczas których ppor. pil. Jerzy Apenzeller i por. obs. Tadeusz Stankiewicz na samolocie Potez XXV zderzyli się nad miejscowością Domosławek z samolotem P-11 należącym do 3 pułku lotniczego.  Ppor. Apenzeller zginął usiłując dolecieć na lotnisko, a ppor. Stankiewicz wyskoczył na spadochronie[7].
- 7 grudnia 1939 podczas ćwiczeń samolot „Karaś” z 42 eskadry zderzył się z samolotem myśliwskim. Z załogi uratowali się skacząc na spadochronie ppor. obs. Zygmunt Mazurkiewicz i kpr. pil. Paweł Przybylak, natomiast zginął st. szer. strz. sam. Mirosław Stasiak[30].

## Samoloty eskadry
W 1939 eskadra dysponowała 10 samolotami PZL.23B Karaś i 1 samolotem RWD-8.

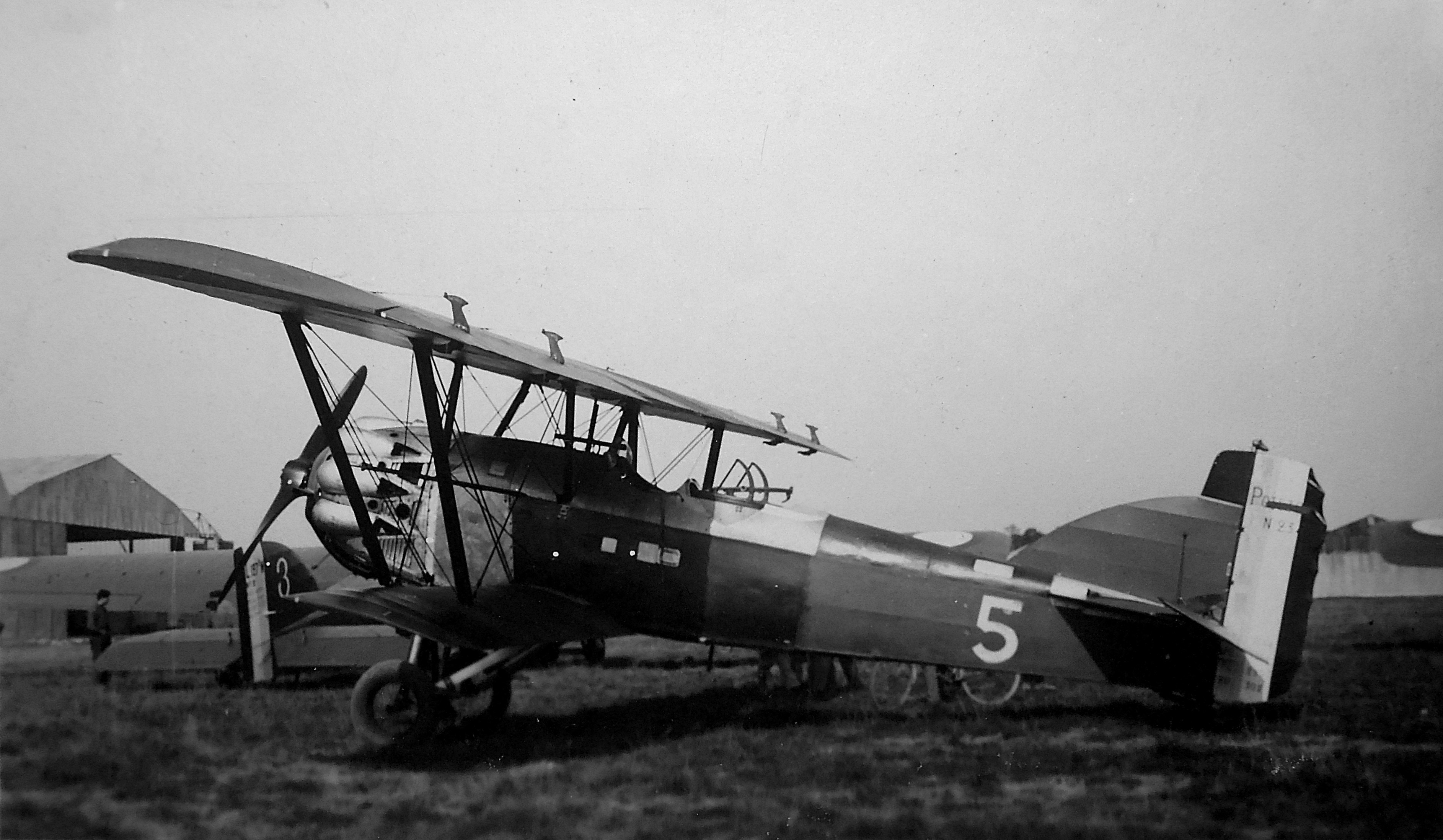
Potez XXV
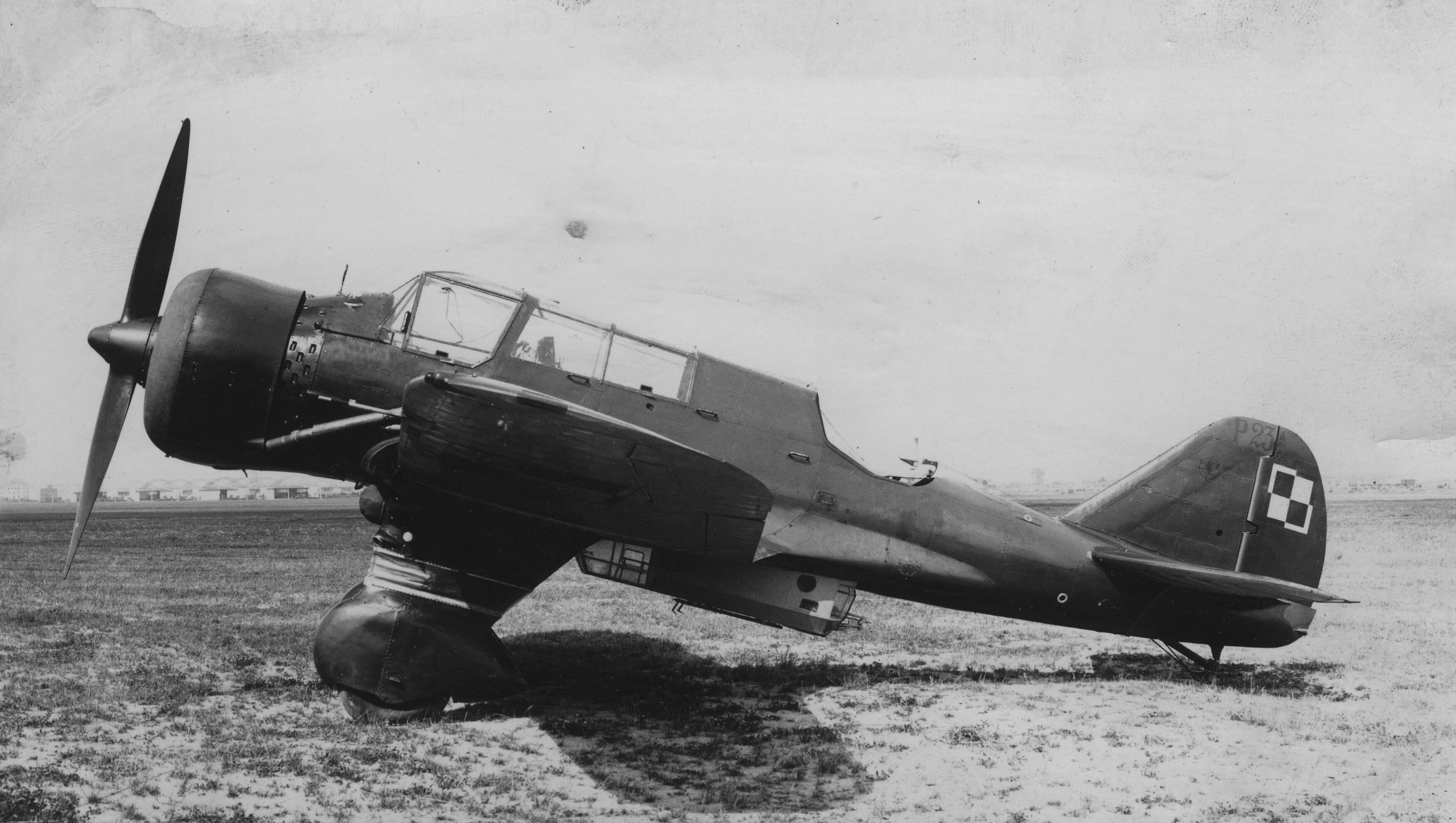
PZL.23 Karaś
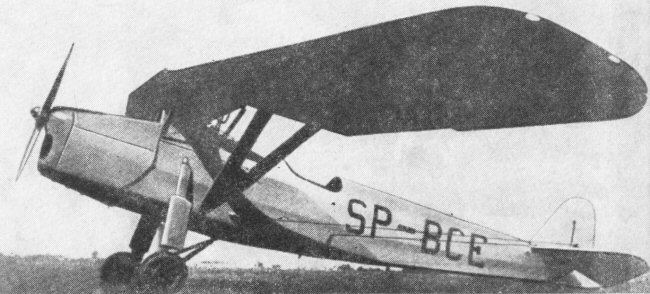
RWD-8